# طاووس‌ها پرواز را نمی‌فهمند
طاووس‌ها پرواز را نمی‌فهمند مستندی کوتاه به کارگردانی مشترک علی بلندنظر و محمد ناصریراد و تهیه‌کنندگی علی بلندنظر و انجمن سینمای جوانان ایران، محصول سال ۱۳۹۹ و روایتگر سیل دروازه قرآن شیراز است که به صورت ترکیب‌گونهٔ مستند و داستانی (هیبریدی) روایت می‌شود. این فیلم به بررسی حوادث سیل فروردین ماه ۹۸ دروازه قرآن شیراز و آتش‌سوزی طاووس مقابل این دروازه در ۱۶ فروردین ۹۸، از دیدگاه طاووس دروازه قرآن می‌پردازد و تاکنون از جشنواره‌های معتبر داخلی جوایزی کسب نموده است.

## جوایز و افتخارات
- دریافت جایزۀ بهترین فیلم از دومین دورۀ جشنوارۀ فیلم طب ایرانی[۲]
- دریافت جایزۀ بهترین مستند از سومین دورۀ جشنوارۀ فیلم کوتاه آنلاین پاک کن[۳][۴]
- دریافت جایزۀ بهترین تدوین از اولین دورۀ جشنوارۀ فیلم کوتاه گرن شیراز[۵]
- دریافت جایزۀ سوم مستند از هشتمین دورۀ جشنوارۀ فیلم کوتاه شیراز[۶]
- منتخب چهاردهمین جشنوارۀ ملی فیلم کوتاه رضوی[۷]
- منتخب سومین دوره فیلم کوتاه رشت[۸]

## سایر عوامل
- تدوین، تصویر و صداگذاری: محمد ناصریراد
- انیمیشن و جلوه‌های ویژه: امین گودرزی‌پور و علی زارع‌پور
- گویندۀ متن: علی بلندنظر
- مجری طرح: ساسان حیدرپور
- مشاور پروژه: احسان بلندنظر
- مشاور حقوقی: زین‌العابدین یزدانیان
- طراح پوستر: حسین بلندنظر
- مدیر تولید: مسیحا رحیمی